# Haakon al V-lea al Norvegiei
Haakon Magnusson (n. 10 aprilie 1270, Comuna Tønsberg, Vestfold, Norvegia – d. 8 mai 1319, Comuna Tønsberg, Vestfold, Norvegia) a fost regele Norvegiei din 1299 până în 1319.
Haakon a fost fiul cel mic supraviețuitor al lui Magnus al VI-lea al Norvegiei și a soție sale, Ingeborg a Danemarcei. Prin intermediul mamei sale, el a fost descendent al lui Eric al IV-lea al Danemarcei. În 1273, fratele său mai mare Eric, a fost numit rege sub domnia tatălui lor. În același timp, lui Haakon i s-a oferit titlul de Duce al Norvegiei, iar la moartea tatălui său în 1280, a condus o zonă mare în jurul orașului Oslo în Norvegia și Stavanger, în sud-vest, fiind subordonat regelui Eric. Haakon a succedat tronul Norvegiei atunci când fratele său mai mare a murit fără moștenitori.
Haakon a fost căsătorit cu Eufemia a Rügen, fiica lui Günther, Contele de Arnstein. În 1312, singura fiica a sa nelegitimă, Ingeborg Håkonsdotter, s-a căsătorit cu ducele Eric Magnusson de Suedia, un frate mai mic al regelui Birger a Suediei. Fiul lor, Magnus Eriksson l-a succedat pe Haakon al V-lea ca rege al Norvegiei. El a avut o fiică nelegitimă pe nume Agnes Hákonardottir.
În timpul domniei lui Haakon, Oslo a preluat treptat funcția de capitală a Norvegiei din Bergen, deși nu a existat nici o declarație oficială a acestui lucru la acea vreme. Haakon a înviat politica de război a fratelui său împotriva Danemarcei, dar în 1309 a încheiat totul cu o pace, acesta fiind sfârșitul perioadei de războaie danezo-norvegiene. În treburile interne a încercat să limiteze puterea magnaților și a consolidat puterea regelui.
În 1319, Haakon a fost succedat de fiul fiicei sale, prințul Magnus, care era doar un copil. Fiica lui Haakon și Ingeborg a fost recunoscută ca regentă oficială a fiului ei.